# 1019 (アルバム)
『1019』（ワン・ゼロ・ワン・ナイン）は、台湾の歌手蔡依林（ジョリン・ツァイ）の初のオリジナルアルバムである。1999年9月10日に台湾のユニバーサルミュージックより発売された。

## 収録曲
1. Because of You
2. 我知道你很難過/I Know You're Feeling Blue
3. 猜想/Guessing
4. 你是誰/Who Are You
5. 和世界做鄰居（我可以）/Living with the World
6. 上街/Out on the Street
7. 怪我太年軽/Blame It on the Age
8. Good-Bye
9. 空白/Emptiness
10. The Rose